# Vuelta a Andalucía 1955
La 2ª edición de la Vuelta a Andalucía se disputó entre el 30 de enero y el 6 de febrero de 1955 con un recorrido de 1.164,00 km dividido en 8 etapas, dos de ellas dobles, con inicio y final en Málaga. 
Participaron 86 corredores todos españoles salvo el primer extranjero que participó en la prueba, el marroquí Abdelkader Mizmizi. Sólo lograron finalizar la prueba 34 ciclistas
El vencedor, el español José Gómez del Moral, cubrió la prueba a una velocidad media de 38,640 km/h. En la clasificación de la montaña se impuso Jesús Galdeano.

## Etapas
| Etapa  | Fecha        | Recorrido                       | Km    | Ganador de la etapa  |
| 1ª     | 30 de enero  | Málaga - Málaga                 | 72,0  | Miguel Poblet        |
| 2ª     | 31 de enero  | Málaga - Granada                | 187   | José Gómez del Moral |
| 3ª     | 1 de febrero | Granada - Jaén                  | 97,0  | Jesús Galdeano       |
| 4ª (a) | 2 de febrero | Jaén - Cabra                    | 118,0 | Jesús Galdeano       |
| 4ª (b) | 2 de febrero | Cabra - Córdoba                 | 78,0  | Antonio Barrutia     |
| 5ª     | 3 de febrero | Córdoba - Sevilla               | 135,0 | Mariano Corrales     |
| 6ª (a) | 4 de febrero | Sevilla - Sanlúcar de Barrameda | 121,0 | Francisco Masip      |
| 6ª (b) | 4 de febrero | Sanlúcar de Barrameda - Cádiz   | 72,0  | Antonio Ferraz       |
| 7ª     | 5 de febrero | Cádiz - La Línea                | 144,0 | Fernando Manzaneque  |
| 8ª     | 6 de febrero | La Línea - Málaga               | 142,0 | Salvador Botella     |

## Clasificación final
|    | Ciclista             | Equipo   | Tiempo      |
| -- | -------------------- | -------- | ----------- |
| 1  | José Gómez del Moral |          | 30h 07' 19" |
| 2  | Salvador Botella     |          | + 4 05"     |
| 3  | Francisco Alomar     | Splendid | + 5' 44"    |
| 4  | Jesús Loroño         | Faema    | + 6' 21"    |
| 5  | Hortensio Vidaurreta |          | + 9' 06"    |
| 6  | Jesús Galdeano       | Gamma    | + 9' 42"    |
| 7  | Antón Barrutia       | Gamma    | ?           |
| 8  | Fernando Manzaneque  |          | + 15' 03"   |
| 9  | Francisco Moreno     |          | + 23' 02"   |
| 10 | Óscar Elguezábal     |          | + 26' 36"   |